# Општина Сарасау (Марамуреш)
Сарасау (рум. Sărăsău) општина је у Румунији у округу Марамуреш.
Oпштина се налази на надморској висини од 386 m.